# Distrito de Saharanpur
Saharanpur (en hindi; ज़िला सहारन्पूर, urdu; ضلع سهارنپور) es un distrito de India en el estado de Uttar Pradesh. Código ISO: IN.UP.SA.
Comprende una superficie de 3 860 km².
El centro administrativo es la ciudad de Saharanpur. Dentro del distrito se encuentra la ciudad de Nakur.

## Demografía
Según censo 2011 contaba con una población total de 3 464 228 habitantes.